# Ziracuaretiro
Ziracuaretiro è una municipalità dello stato di Michoacán, nel Messico centrale, il cui capoluogo è la città omonima.
La municipalità conta 15.222 abitanti (2010) e ha un'estensione di 159,93 km².
Il significato del nome della località in lingua nahuatl è luogo dove termina il freddo e inizia il caldo.